# Wereldbeker veldrijden 2011-2012
De wereldbeker veldrijden 2011-2012 was het negentiende seizoen van deze wedstrijdenserie in het veldrijden. De competitie ging van start op 16 oktober 2011 en eindigde op 22 januari 2012. De wereldbeker telde dit seizoen acht veldritten.
De wereldbeker bestond uit de volgende categorieën:
- Mannen elite: 23 jaar en ouder
- Vrouwen elite: 17 jaar en ouder
- Mannen beloften: 19 t/m 22 jaar
- Jongens junioren: 17 t/m 18 jaar

## Mannen elite

### Kalender en podia
| Datum      | Locatie                              | Eerste        | Tweede        | Derde            | Leider in het klassement |
| ---------- | ------------------------------------ | ------------- | ------------- | ---------------- | ------------------------ |
| 16/10/2011 | Cyclocross Pilsen, Pilsen            | Sven Nys      | Kevin Pauwels | Zdeněk Štybar    | Sven Nys                 |
| 23/10/2011 | Cyclocross Tábor, Tábor              | Kevin Pauwels | Zdeněk Štybar | Klaas Vantornout | Kevin Pauwels            |
| 26/11/2011 | Duinencross, Koksijde                | Sven Nys      | Kevin Pauwels | Bart Aernouts    | Kevin Pauwels            |
| 04/12/2011 | Ziklokross Igorre, Igorre            | Kevin Pauwels | Sven Nys      | Tom Meeusen      | Kevin Pauwels            |
| 18/12/2011 | Citadelcross, Namen                  | Sven Nys      | Niels Albert  | Klaas Vantornout | Sven Nys                 |
| 26/12/2011 | GP Eric De Vlaeminck, Heusden-Zolder | Kevin Pauwels | Zdeněk Štybar | Sven Nys         | Kevin Pauwels            |
| 15/01/2012 | Liévin                               | Zdeněk Štybar | Kevin Pauwels | Radomír Šimůnek  | Kevin Pauwels            |
| 22/01/2012 | GP Adrie van der Poel, Hoogerheide   | Kevin Pauwels | Zdeněk Štybar | Klaas Vantornout | Kevin Pauwels            |

### Eindklassement
| Pos. | Renner                | PIL | TAB | KOK | IGO | NAM | HEU | LIE | HOO | Punten |
| ---- | --------------------- | --- | --- | --- | --- | --- | --- | --- | --- | ------ |
| 1    | Kevin Pauwels         | 70  | 80  | 70  | 80  | 60  | 80  | 70  | 80  | 590    |
| 2    | Sven Nys              | 80  | 55  | 80  | 70  | 80  | 65  | 60  | 50  | 540    |
| 3    | Zdeněk Štybar         | 65  | 70  | 60  | 55  | 55  | 70  | 80  | 70  | 525    |
| 4    | Klaas Vantornout      | 55  | 65  | 50  | 40  | 65  | 60  | 50  | 65  | 450    |
| 5    | Tom Meeusen           | 50  | 50  | 55  | 65  | 50  | 55  | –   | 48  | 373    |
| 6    | Francis Mourey        | 60  | 60  | 48  | 50  | 48  | –   | 55  | 42  | 363    |
| 7    | Bart Aernouts         | 48  | 48  | 65  | 60  | 44  | 40  | 35  | 20  | 360    |
| 8    | Steve Chainel         | 44  | 42  | 32  | 42  | 34  | 44  | 44  | 37  | 319    |
| 9    | Radomir Simunek       | 40  | 46  | –   | 48  | 21  | 42  | 65  | 44  | 306    |
| 10   | Niels Albert          | 46  | 39  | –   | –   | 70  | 46  | 39  | 60  | 300    |
| 11   | Thijs van Amerongen   | 35  | 27  | 40  | 38  | 32  | 36  | 42  | 40  | 290    |
| 12   | Enrico Franzoi        | 32  | 40  | 38  | 44  | 31  | 21  | 28  | 33  | 267    |
| 13   | Simon Zahner          | 37  | 28  | 28  | –   | 36  | 38  | 48  | 35  | 250    |
| 14   | Bart Wellens          | 39  | 44  | 46  | 37  | 33  | 50  | –   | –   | 249    |
| 15   | Mariusz Gil           | 29  | 9   | 39  | 34  | 38  | 32  | 38  | 30  | 249    |
| 16   | Matthieu Boulo        | 26  | 31  | 34  | 22  | 37  | 29  | 32  | 36  | 247    |
| 17   | Dieter Vanthourenhout | –   | 37  | 36  | 46  | –   | 31  | 40  | 38  | 228    |
| 18   | Gerben de Knegt       | 36  | 33  | 37  | 36  | 40  | 33  | –   | 7   | 222    |
| 19   | Marcel Wildhaber      | 38  | 38  | 20  | –   | 39  | 39  | 11  | 34  | 219    |
| 20   | Twan van den Brand    | 23  | 26  | 23  | 27  | 30  | 25  | 25  | 32  | 211    |

### Uitslagen
| #  | Naam             | Tijd     |
| -- | ---------------- | -------- |
| 1  | Sven Nys         | 1u06'08" |
| 2  | Kevin Pauwels    | z.t      |
| 3  | Zdeněk Štybar    | + 3"     |
| 4  | Francis Mourey   | + 37"    |
| 5  | Klaas Vantornout | + 38"    |
| 6  | Tom Meeusen      | + 41"    |
| 7  | Bart Aernouts    | + 43"    |
| 8  | Niels Albert     | + 55"    |
| 9  | Steve Chainel    | + 1'03"  |
| 10 | Jeremy Powers    | + 1'26"  |

| #  | Naam             | Tijd     |
| -- | ---------------- | -------- |
| 1  | Kevin Pauwels    | 1u02'58" |
| 2  | Zdeněk Štybar    | + 32"    |
| 3  | Klaas Vantornout | + 35"    |
| 4  | Francis Mourey   | + 40"    |
| 5  | Sven Nys         | + 41"    |
| 6  | Tom Meeusen      | + 49"    |
| 7  | Bart Aernouts    | + 52"    |
| 8  | Radomír Šimůnek  | + 57"    |
| 9  | Bart Wellens     | + 59"    |
| 10 | Steve Chainel    | + 59"    |

| #  | Naam                | Tijd     |
| -- | ------------------- | -------- |
| 1  | Sven Nys            | 1u03'18" |
| 2  | Kevin Pauwels       | + 1"     |
| 3  | Bart Aernouts       | + 6"     |
| 4  | Zdeněk Štybar       | + 45"    |
| 5  | Tom Meeusen         | + 51"    |
| 6  | Klaas Vantornout    | + 57"    |
| 7  | Francis Mourey      | + 1'08"  |
| 8  | Bart Wellens        | + 1'32"  |
| 9  | Sven Vanthourenhout | + 2'00"  |
| 10 | Nicolas Bazin       | + 2'34"  |

| #  | Naam                  | Tijd     |
| -- | --------------------- | -------- |
| 1  | Kevin Pauwels         | 1u02'31" |
| 2  | Sven Nys              | + 45"    |
| 3  | Tom Meeusen           | + 59"    |
| 4  | Bart Aernouts         | + 1'06"  |
| 5  | Zdeněk Štybar         | + 1'26"  |
| 6  | Francis Mourey        | + 1'31"  |
| 7  | Radomír Šimůnek       | + 1'33"  |
| 8  | Dieter Vanthourenhout | + 1'34"  |
| 9  | Enrico Franzoi        | + 1'35"  |
| 10 | Steve Chainel         | + 1'35"  |

| #  | Naam             | Tijd     |
| -- | ---------------- | -------- |
| 1  | Sven Nys         | 1u03'04" |
| 2  | Niels Albert     | + 5"     |
| 3  | Klaas Vantornout | + 21"    |
| 4  | Kevin Pauwels    | + 26"    |
| 5  | Zdeněk Štybar    | + 32"    |
| 6  | Tom Meeusen      | + 40"    |
| 7  | Francis Mourey   | + 1'23"  |
| 8  | Aurélien Duval   | + 1'24"  |
| 9  | Bart Aernouts    | + 1'27"  |
| 10 | John Gadret      | + 1'34"  |

| #  | Naam             | Tijd     |
| -- | ---------------- | -------- |
| 1  | Kevin Pauwels    | 1u03'44" |
| 2  | Zdeněk Štybar    | + z.t    |
| 3  | Sven Nys         | + 20"    |
| 4  | Klaas Vantornout | + 32"    |
| 5  | Tom Meeusen      | + 35"    |
| 6  | Bart Wellens     | + 38"    |
| 7  | Lars Boom        | + 48"    |
| 8  | Niels Albert     | + 56"    |
| 9  | Steve Chainel    | + 58"    |
| 10 | Radomír Šimůnek  | + 1'00"  |

| #  | Naam                | Tijd     |
| -- | ------------------- | -------- |
| 1  | Zdeněk Štybar       | 1u03'47" |
| 2  | Kevin Pauwels       | + 16"    |
| 3  | Radomír Šimůnek     | + 29"    |
| 4  | Sven Nys            | + 44"    |
| 5  | Francis Mourey      | + 44"    |
| 6  | Klaas Vantornout    | + 46"    |
| 7  | Simon Zahner        | + 47"    |
| 8  | Rob Peeters         | + 49"    |
| 9  | Steve Chainel       | + 53"    |
| 10 | Thijs van Amerongen | + 53"    |

| #  | Naam                | Tijd     |
| -- | ------------------- | -------- |
| 1  | Kevin Pauwels       | 1u02'01" |
| 2  | Zdeněk Štybar       | + 8"     |
| 3  | Klaas Vantornout    | + 14"    |
| 4  | Niels Albert        | + 35"    |
| 5  | Rob Peeters         | + 38"    |
| 6  | Sven Nys            | + 39"    |
| 7  | Tom Meeusen         | + 41"    |
| 8  | Sven Vanthourenhout | + 57"    |
| 9  | Radomír Šimůnek     | + 1'06"  |
| 10 | Francis Mourey      | + 1'18"  |

## Vrouwen elite

### Kalender en podia
| Datum      | Locatie                              | Eerste               | Tweede                | Derde             | Leider in het klassement |
| ---------- | ------------------------------------ | -------------------- | --------------------- | ----------------- | ------------------------ |
| 16/10/2011 | Cyclocross Pilsen, Pilsen            | Katherine Compton    | Sanne van Paassen     | Kateřina Nash     | Katherine Compton        |
| 23/10/2011 | Cyclocross Tábor, Tábor              | Kateřina Nash        | Daphny van den Brand  | Sanne van Paassen | Kateřina Nash            |
| 26/11/2011 | Duinencross, Koksijde                | Daphny van den Brand | Marianne Vos          | Katherine Compton | Daphny van den Brand     |
| 18/12/2011 | Citadelcross, Namen                  | Marianne Vos         | Lucie Chainel-Lefèvre | Katherine Compton | Daphny van den Brand     |
| 26/12/2011 | GP Eric De Vlaeminck, Heusden-Zolder | Marianne Vos         | Daphny van den Brand  | Sanne van Paassen | Daphny van den Brand     |
| 15/01/2012 | Liévin                               | Marianne Vos         | Daphny van den Brand  | Katherine Compton | Daphny van den Brand     |
| 22/01/2012 | GP Adrie van der Poel, Hoogerheide   | Marianne Vos         | Daphny van den Brand  | Kateřina Nash     | Daphny van den Brand     |

### Eindklassement
| Pos. | Renster                | PIL | TAB | KOK | NAM | HEU | LIE | HOO | Punten |
| ---- | ---------------------- | --- | --- | --- | --- | --- | --- | --- | ------ |
| 1    | Daphny van den Brand   | 40  | 50  | 60  | 26  | 50  | 50  | 50  | 326    |
| 2    | Marianne Vos           | –   | –   | 50  | 60  | 60  | 60  | 60  | 290    |
| 3    | Katherine Compton      | 60  | –   | 45  | 45  | –   | 45  | 40  | 235    |
| 4    | Lucie Chainel-Lefèvre  | 28  | 40  | 24  | 50  | 28  | 26  | 35  | 231    |
| 5    | Helen Wyman            | 35  | 26  | 30  | 35  | 17  | 35  | 30  | 208    |
| 6    | Sanne Cant             | 20  | 24  | 35  | 40  | 40  | 20  | 24  | 203    |
| 7    | Sanne van Paassen      | 50  | 45  | 40  | –   | 45  | –   | –   | 180    |
| 8    | Kateřina Nash          | 45  | 60  | –   | –   | –   | 16  | 45  | 166    |
| 9    | Pavla Havlíková        | 26  | 35  | 20  | 16  | 22  | 24  | 22  | 165    |
| 10   | Nikki Brammeier        | 24  | 10  | 28  | –   | 26  | 28  | 28  | 144    |
| 11   | Sabrina Schweizer      | 22  | 28  | 17  | –   | 14  | 22  | 18  | 121    |
| 12   | Sophie de Boer         | 10  | 22  | 26  | 28  | –   | 30  | –   | 116    |
| 13   | Jasmin Egger-Achermann | 14  | –   | 16  | 19  | 19  | 17  | 19  | 104    |
| 14   | Caroline Mani          | –   | –   | 19  | 20  | 24  | 40  | –   | 103    |
| 15   | Sabrina Stultiens      | 15  | 19  | 18  | 15  | 7   | 14  | 14  | 102    |
| 16   | Arenda Grimberg        | 16  | 20  | 15  | 4   | 10  | 19  | 10  | 94     |
| 17   | Linda van Rijen        | 19  | 5   | –   | 18  | 20  | 8   | 12  | 82     |
| 18   | Gabriella Durrin       | 13  | 15  | 22  | 13  | 16  | –   | –   | 79     |
| 19   | Kaitlin Keough         | –   | –   | 13  | 22  | 15  | 15  | 9   | 74     |
| 20   | Amy Dombroski          | 30  | 18  | 14  | –   | 6   | -   | –   | 68     |

Kampioenschappen:  Wereldkampioenschappen · 
 Europese kampioenschappen · 
 Belgische kampioenschappen · 
 Nederlandse kampioenschappen
Klassementen:  Wereldbeker · 
 Superprestige · 
 GvA Trofee ·
 TOI TOI Cup ·
 Challenge national
Overig:  Fidea Cyclocross Classics
1993-1994 · 1994-1995 · 1995-1996 · 1996-1997 · 1997-1998 · 1998-1999 · 1999-2000 · 2000-2001 · 2001-2002 · 2002-2003 · 2003-2004 · 2004-2005 · 2005-2006 · 2006-2007 · 2007-2008 · 2008-2009 · 2009-2010 · 2010-2011 · 2011-2012 · 2012-2013 · 2013-2014 · 2014-2015 · 2015-2016 · 2016-2017 · 2017-2018 · 2018-2019 · 2019-2020 · 2020-2021 · 2021-2022 · 2022-2023 · 2023-2024 · 2024-2025